# Xystrocera festiva
Xystrocera festiva är en skalbaggsart som beskrevs av Thomson 1860. Xystrocera festiva ingår i släktet Xystrocera och familjen långhorningar.
Artens utbredningsområde är:
- Laos.
- Myanmar.

Inga underarter finns listade i Catalogue of Life.

## Bildgalleri

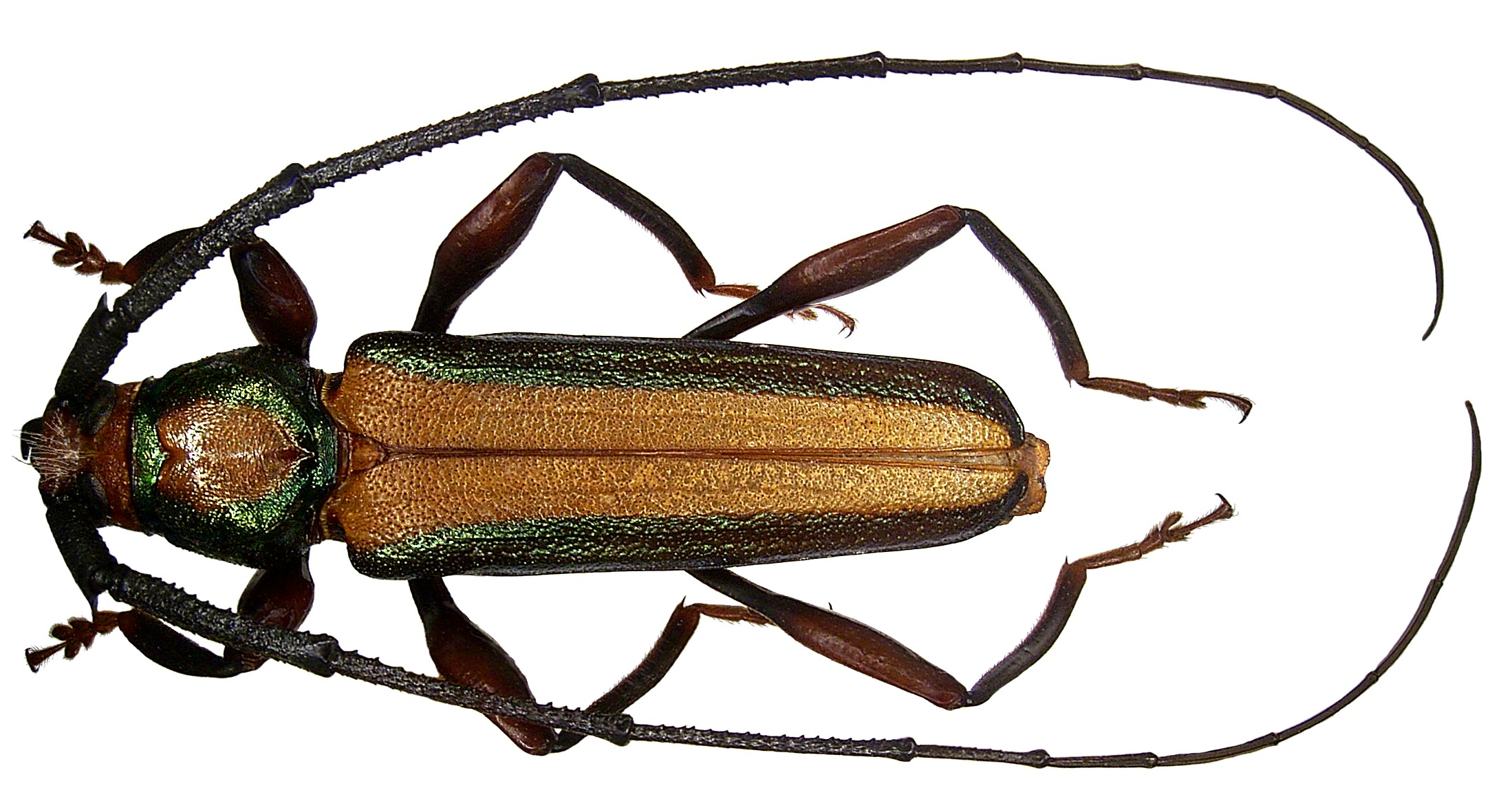